# Епархия Малаги
Епархия Малаги (лат. Dioecesis Malacitanus, исп. Diócesis de Málaga) — католическая епархия латинского обряда, расположенная в провинции Малага, Испания.

## История
Современная епархия Малаги основана в 1486 году, хотя христианская епархия, уничтоженная мусульманским вторжением в VIII веке, существовала на этих землях уже в первые века христианства. Епископ Малаги участвовал в Эльвирском соборе (начало IV века).
После арабского завоевания Испании Малага почти 8 веков пребывала под властью арабов. Город был отвоёван католическими королями в 1487 году в ходе Гранадской войны.
4 августа 1486 года было провозглашено повторное создание Малагской епархии.

## Современное состояние
Епархия объединяет приходы провинции Малага и является суффраганной по отношению к архиепархии Гранады. Кроме этого в епархию входит викариат Мелильи. С 2008 года епархию возглавляет епископ Хесус Эстебан Катала Ибаньес. Кафедральный собор епархии, Собор Воплощения, носит почётный титул малой базилики. Кроме него в епархии ещё две церкви с этим статусом, обе также расположены в городе Малага — базилика Нуэстра-Сеньора-де-ла-Виктория и Базилика Святого Имени Иисуса.
По данным на 2004 год епархия насчитывала 1 371 185 католиков, 250 приходов и 398 священников.

## Ординарии
...
- Диего Рамирес де Виллаескуса де Харо
- Рафаэль Риарио (12 апреля 1518 — 3 сентября 1518);
- Чезаре Риарио

...